# رغل شوكي ثمار
رغل شوكي ثمار (الاسم العلمي:Atriplex acanthocarpa) هو نوع نباتي يتبع جنس الرغل من فصيلة القطيفية.